# Хленохенг
Хленохенг (англ. Hleoheng) — одна з місцевих громад, що розташована в районі Лерібе, Лесото. Населення місцевої громади у 2006 році становило 27 576 осіб.